# World Rubik's Cube Championship 2005
Il World Rubik's Cube Championship 2005. è stato il 3º campionato mondiale di speedcubing, ovvero un torneo nella risoluzione del Cubo di Rubik e puzzle simili, tenutosi a Lake Buena Vista in Florida. All'epoca fu l'open con il maggior numero di eventi (15), anche se ne vennero premiati solamente 13. La competizione si svolse tra il 5-6 novembre 2005.

## Classifiche
Le seguenti classifiche riportano i primi 3 classificati di ogni categoria riguardanti il turno finale di ciascun evento. Infatti per alcuni eventi ci furono dei turni preliminari in base ai quali i migliori speedcuber, in base alla media, poterono accedere alle finali.

### 3x3
| Posizione | Persona          | Paese    | Media | Tempi                             | Record singolo | Record media   |
| --------- | ---------------- | -------- | ----- | --------------------------------- | -------------- | -------------- |
| 1         | Jean Pons        | Francia  | 15.10 | 15.62 15.87 (13.00) 13.81 (18.59) |                | Record europeo |
| 2         | Édouard Chambon  | Francia  | 16.00 | 14.90 17.21 15.89 (18.03) (14.04) |                |                |
| 3         | Shotaro Makisumi | Giappone | 16.07 | (14.60) (18.58) 16.30 15.65 16.26 |                |                |

### 4x4
| Posizione | Persona          | Paese    | Media   | Tempi                   | Record singolo   | Record media    |
| --------- | ---------------- | -------- | ------- | ----------------------- | ---------------- | --------------- |
| 1         | Yuki Hayashi     | Giappone | 1:04.63 | 1:10.31 1:01.21 1:02.38 |                  | Record mondiale |
| 2         | Lars Vandenbergh | Belgio   | 1:06.85 | 1:08.70 1:01.56 1:10.28 | Record nazionale | Record europeo  |
| 3         | Chris Hardwick   | USA      | 1:08.29 | 1:09.90 1:04.43 1:10.53 |                  |                 |

### 5x5
| Posizione | Persona          | Paese       | Media   | Tempi                   | Record singolo   | Record media        |
| --------- | ---------------- | ----------- | ------- | ----------------------- | ---------------- | ------------------- |
| 1         | Frank Morris     | USA         | 2:15.64 | 2:16.43 2:04.03 2:26.45 |                  | Record panamericano |
| 2         | Lars Vandenbergh | Belgio      | 2:27.92 | 2:12.87 2:49.23 2:21.65 |                  |                     |
| 3         | Ron van Bruchem  | Paesi Bassi | 2:28.56 | 2:26.42 2:39.96 2:19.31 | Record nazionale | Record nazionale    |

### 2x2
| Posizione | Persona          | Paese       | Media | Tempi                           | Record singolo   | Record media     |
| --------- | ---------------- | ----------- | ----- | ------------------------------- | ---------------- | ---------------- |
| 1         | Masayuki Akimoto | Giappone    | 8.32  | (10.60) (7.26) 7.71 8.63 8.61   |                  |                  |
| 2         | Joël van Noort   | Paesi Bassi | 9.55  | 9.41 10.03 (8.15) 9.21 (10.21)  | Record nazionale | Record nazionale |
| 3         | Leyan Lo         | USA         | 10.13 | (8.03) (14.74) 11.49 9.23 10.21 |                  |                  |

### 3x3 BLD
| Posizione | Persona   | Paese   | Media   | Tempi           | Record singolo  | Record media |
| --------- | --------- | ------- | ------- | --------------- | --------------- | ------------ |
| 1         | Leyan Lo  | USA     | 1:46.47 | 2:37.44 1:46.47 | Record mondiale |              |
| 2         | Tyson Mao | USA     | 1:54.33 | DNF 1:54.33     |                 |              |
| 3         | Jean Pons | Francia | 2:05.36 | 2:05.36 4:05.70 | Record europeo  |              |

### 3x3 OH
| Posizione | Persona          | Paese    | Media | Tempi             | Record singolo | Record media |
| --------- | ---------------- | -------- | ----- | ----------------- | -------------- | ------------ |
| 1         | Ryan Patricio    | USA      | 28.05 | 26.82 29.68 27.66 |                |              |
| 2         | Shotaro Makisumi | Giappone | 35.23 | 36.04 26.79 42.87 |                |              |
| 3         | Chris Hardwick   | USA      | 35.42 | 29.47 35.32 41.47 |                |              |

### 3x3 FM
| Posizione | Persona              | Paese       | Media | Tempi | Record singolo   | Record media |
| --------- | -------------------- | ----------- | ----- | ----- | ---------------- | ------------ |
| 1         | Lars Petrus          | Svezia      | 38    | 38    |                  |              |
| 2         | Per Kristen Fredlund | Danimarca   | 39    | 39    | Record nazionale |              |
| 3         | Alexander Ooms       | Paesi Bassi | 41    | 41    |                  |              |

### 3x3 WF
| Posizione | Persona         | Paese         | Media   | Tempi   | Record singolo      | Record media |
| --------- | --------------- | ------------- | ------- | ------- | ------------------- | ------------ |
| 1         | Oliver Wolff    | Germania      | 1:54.97 | 1:54.97 | Record mondiale     |              |
| 2         | Lee Jun-Kyo     | Corea del Sud | 2:12.81 | 2:12.81 | Record asiatico     |              |
| 3         | Chris Szlatenyi | USA           | 2:13.55 | 2:13.55 | Record panamericano |              |

### Megaminx
| Posizione | Persona         | Paese    | Media   | Tempi   | Record singolo | Record media |
| --------- | --------------- | -------- | ------- | ------- | -------------- | ------------ |
| 1         | Stefan Pochmann | Germania | 1:44.69 | 1:44.69 |                |              |
| 2         | Grant Tregay    | USA      | 2:15.16 | 2:15.16 |                |              |
| 3         | David Barr      | USA      | 3:22.05 | 3:22.05 |                |              |

### Square-1
| Posizione | Persona           | Paese       | Media   | Tempi                 | Record singolo      | Record media        |
| --------- | ----------------- | ----------- | ------- | --------------------- | ------------------- | ------------------- |
| 1         | Lars Vandenbergh  | Belgio      | 34.84   | 30.29 47.04 27.20     |                     |                     |
| 2         | Richard Patterson | USA         | 44.28   | 38.05 41.54 53.26     | Record panamericano | Record panamericano |
| 3         | Joël van Noort    | Paesi Bassi | 1:04.32 | 1:12.43 1:01.60 58.93 |                     | Record nazionale    |

### Clock
| Posizione | Persona                    | Paese       | Media | Tempi             | Record singolo   | Record media     |
| --------- | -------------------------- | ----------- | ----- | ----------------- | ---------------- | ---------------- |
| 1         | Stefan Pochmann            | Germania    | 10.03 | 10.07 10.74 9.27  |                  |                  |
| 2         | Alexander Ooms             | Paesi Bassi | 13.98 | 16.99 11.17 13.79 |                  |                  |
| 3         | Ernesto Fernández Regueira | Spagna      | 14.29 | 16.93 13.35 12.60 | Record nazionale | Record nazionale |

### Rubik's Magic
| Posizione | Persona         | Paese       | Media | Tempi                        | Record singolo | Record media    |
| --------- | --------------- | ----------- | ----- | ---------------------------- | -------------- | --------------- |
| 1         | Alexander Ooms  | Paesi Bassi | 1.46  | (DNF) 1.44 1.48 (1.40) 1.46  |                | Record mondiale |
| 2         | Stefan Pochmann | Germania    | 1.77  | (2.38) 1.56 1.42 (1.33) 2.34 |                |                 |
| 3         | Bob Burton      | USA         | 2.05  | 2.08 (1.88) 1.89 2.18 (DNF)  |                |                 |

### Rubik's Magic Magic
| Posizione | Persona         | Paese       | Media | Tempi     | Record singolo      | Record media    |
| --------- | --------------- | ----------- | ----- | --------- | ------------------- | --------------- |
| 1         | Stefan Pochmann | Germania    | 2.79  | 2.91 2.79 |                     | Record mondiale |
| 2         | Bob Burton      | USA         | 3.00  | 4.25 3.00 | Record panamericano |                 |
| 3         | Alexander Ooms  | Paesi Bassi | 3.22  | 3.27 3.22 | Record nazionale    |                 |

### 4x4 BLD
| Posizione | Persona      | Paese   | Media | Tempi   | Record singolo | Record media |
| --------- | ------------ | ------- | ----- | ------- | -------------- | ------------ |
| -         | Dror Vomberg | Israele | DNF   | DNF DNF |                |              |

### 5x5 BLD
| Posizione | Persona         | Paese    | Media | Tempi   | Record singolo | Record media |
| --------- | --------------- | -------- | ----- | ------- | -------------- | ------------ |
| -         | Dror Vomberg    | Israele  | DNF   | DNF DNF |                |              |
| -         | Stefan Pochmann | Germania | DNF   | DNF DNS |                |              |

 = Record mondiale

 = Record europeo

 = Record americano

 = Recordasiatico

 = Record nazionale

DNF = Risoluzione del cubo non completata

DNS = Risoluzione del cubo non iniziata